# Protogygia terrifica
Protogygia terrifica är en fjärilsart som beskrevs av Smith 1893. Protogygia terrifica ingår i släktet Protogygia och familjen nattflyn. Inga underarter finns listade i Catalogue of Life.